# Masae Suzuki
Masae Suzuki (鈴木 政江 Suzuki Masae?), född 21 januari 1957, är en japansk tidigare fotbollsspelare.
Masae Suzuki debuterade för japans landslag den 24 oktober 1984 i en 1–5-förlust mot Italien. Hon spelade 45 landskamper för det japanska landslaget. Hon deltog bland annat i fotbolls-VM 1991.